# Freeciv
Freeciv est un jeu vidéo de stratégie au tour par tour, libre, reprenant la plupart des concepts du jeu commercial Civilization dans lequel les joueurs incarnent le chef d'une civilisation et luttent pour devenir la plus grande civilisation.
Freeciv est développé et maintenu par une communauté internationale de codeurs libres et de fans pour enrichir le jeu original Civilization. Il fonctionne sous Amiga, Linux, Mac OS et Windows. Une version est jouable depuis un navigateur Web à l'adresse freecivweb.org ou fciv.net.

## Description

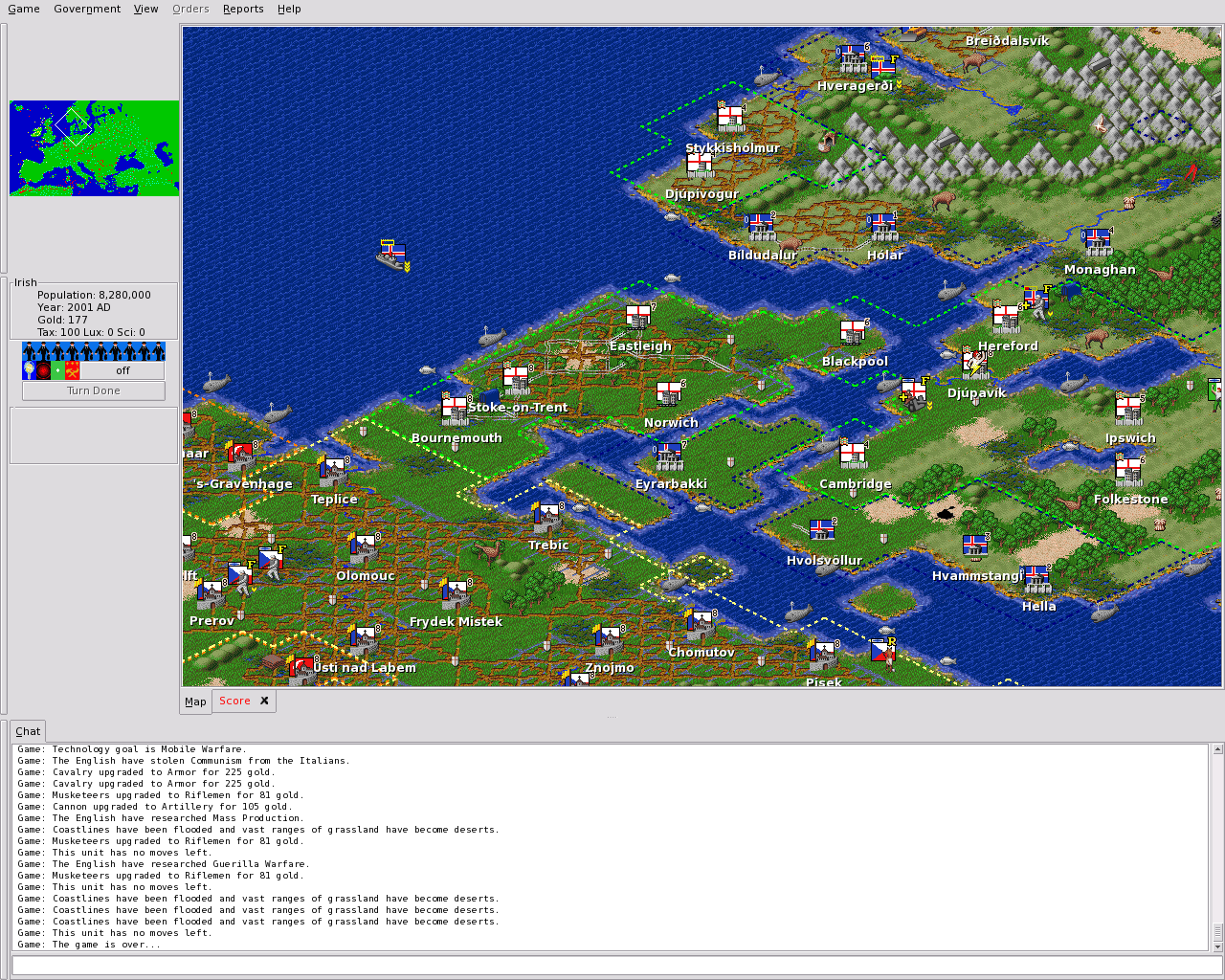
Un niveau imitant l'Europe.

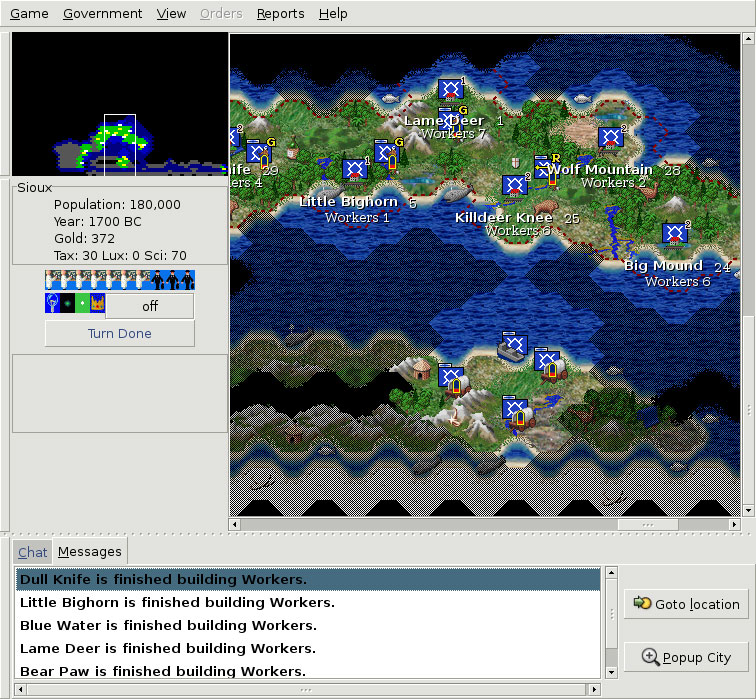
Le mode de vue hexagonal.

Les joueurs prennent le rôle du chef d'une nation, depuis l'an 4000 av. J.-C., et doivent guider leur peuple à travers les siècles. Avec le temps, de nouvelles avancées scientifiques émergent, ce qui permet la construction de bâtiments et la formation de nouvelles unités guerrières (ainsi que diplomates, explorateurs…). Les joueurs peuvent se livrer à des guerres sans fin ou former des alliances diplomatiques plus complexes.
La partie peut s'achever lorsque l'un des joueurs éradique tous les autres, ou s'il colonise l'espace, ou à une date donnée (l'an 2000 par exemple) — auquel cas la civilisation avec le plus haut score gagne. Les points attribués dépendent de la taille de la civilisation, de sa prospérité, de ses avancées scientifiques et culturelles.

## Système de jeu
Freeciv est très configurable et peut utiliser différents systèmes de règles : Civilization I, Civilization II ou le mode Freeciv, ce dernier représentant le système de règles le plus populaire. Les graphismes peuvent être isométriques, en deux dimensions ou encore hexagonaux ; les sons peuvent également être remplacés.
Freeciv est conçu pour le réseau, les parties multijoueurs. Les joueurs se connectent à un serveur, en réseau local ou sur internet, et jouent entre eux avec optionnellement des intelligences artificielles.
Un ou plusieurs joueurs agissent comme administrateurs et peuvent configurer les règles du jeu. Des règles typiquement modifiées sont : 
- le nombre de joueurs requis ;
- la vitesse du développement technologique ;
- la présence ou non de joueurs contrôlés par ordinateur ;
- la présence ou non de barbares envahissant les civilisations ;
- la proximité des villes ;
- la distribution des îles et continents.

Les joueurs humains jouent simultanément, puis les intelligences artificielles (s'il y en a) et ainsi de suite.
CivWorld est un éditeur de cartes, libre lui aussi.

## Réception
En juillet 2024, Freeciv a une note de 6,8 sur 10 sur SensCritique.